# José Anastácio da Cunha

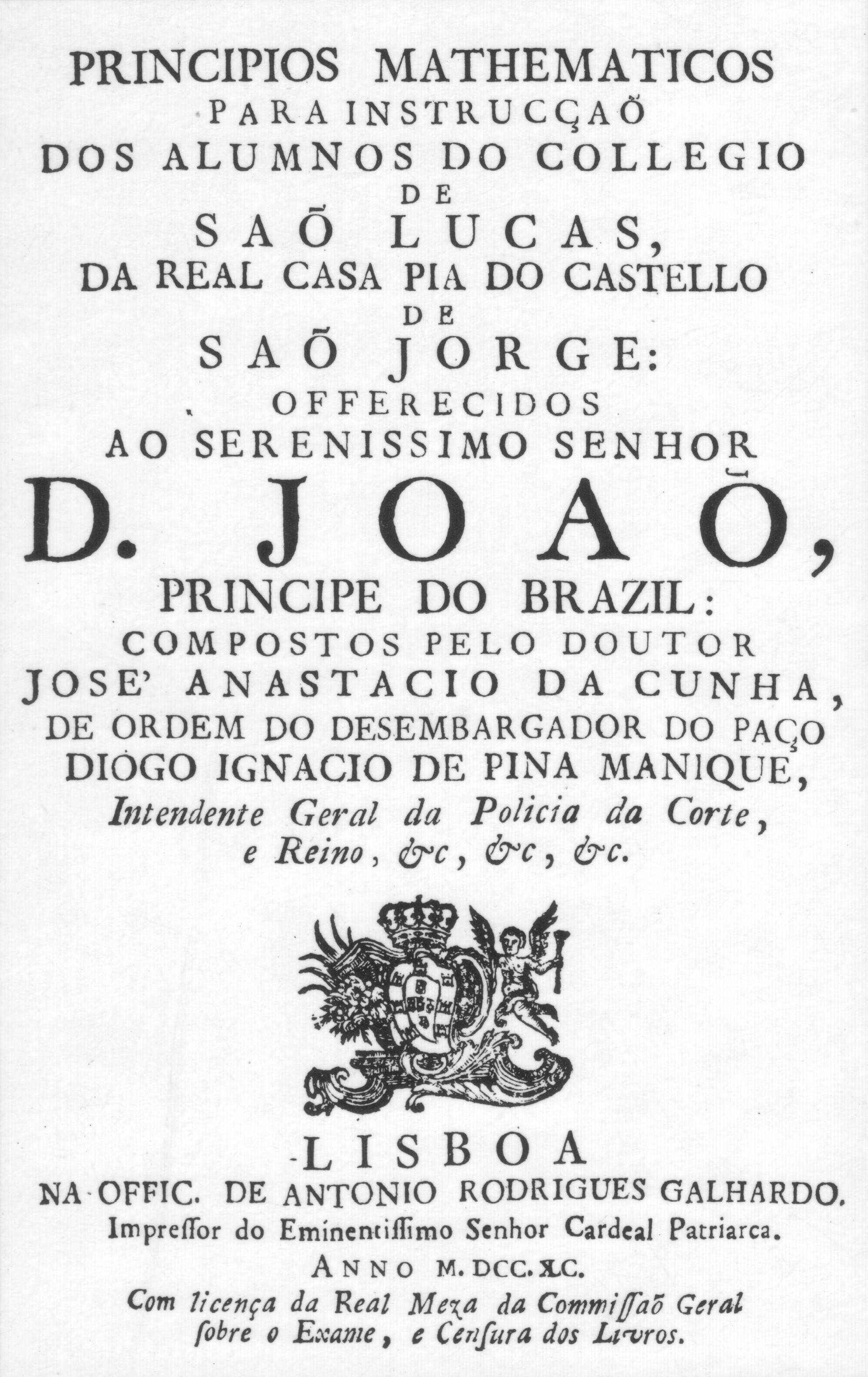
Principios Mathematicos: portada

José Anastácio da Cunha (Lisboa, 11 de mayo de 1744 — 1 de enero de 1787) fue un militar y matemático portugués. 

## Biografía
Seguidor de Isaac Newton, entre otros, se anticipó en la formulación de conceptos matemáticos, como por ejemplo el de derivada, a otros matemáticos de renombre internacional como Cauchy.
En 1773, el Marqués de Pombal, al reformar la Universidad de Coímbra, teniendo conocimiento de sus méritos, lo nombró profesor de matemáticas de dicha universidad.
Condenado por la Inquisición a pena de reclusión por delito de herejía, la importancia de este científico portugués sólo sería reconocida al final del siglo XX por su contribución a la reforma del cálculo infinitesimal.
La única obra que dejó impresa fue Princípios Matemáticos para instrução dos alunos do Colégio de São Lucas, da Real Casa Pia do Castelo de São Jorge. En apenas trescientas páginas, el autor da las primeras nociones de Aritmética y de Geometría; de la teoría de las ecuacioones, el análisis algebraico, la trigonometría plana y esférica, la geometría analítica y el cálculo diferencial e integral. Además, propone una nueva teoría sobre la función exponencial que anticipa algunas ideas sobre lo que serían posteriormente las funciones analíticas: la función {\displaystyle a^{x}} se define como suma de una serie de potencias convergente.
En 2005 se descubrió un conjunto de manuscritos inéditos de Anastácio da Cunha en el archivo distrital de Braga.

## Obras
- Princípios Matemáticos para instrução dos alunos do Colégio de São Lucas, da Real Casa Pia do Castelo de São Jorge (Lisboa, 1790)
- Carta Físico-Matemática sobre a theorica da pólvora em geral, e a determinação do melhor comprimento das peças em particular, Typographia Commercial Portuense, 1838
- Serrão, J. (org.) Notícias literárias de Portugal, 1780, Seara Nova, Lisboa, 1971
- Ensaio sobre as minas, Arquivo Distrital de Braga/Universidade do Minho, 1994
- Berralho, M. L. Malato; Marinho, C. A. (org.), Obra literária, Campo das Letras, Porto, 2001 (vol. I) e 2006 (vol. II)